# Rasoul Khatibi

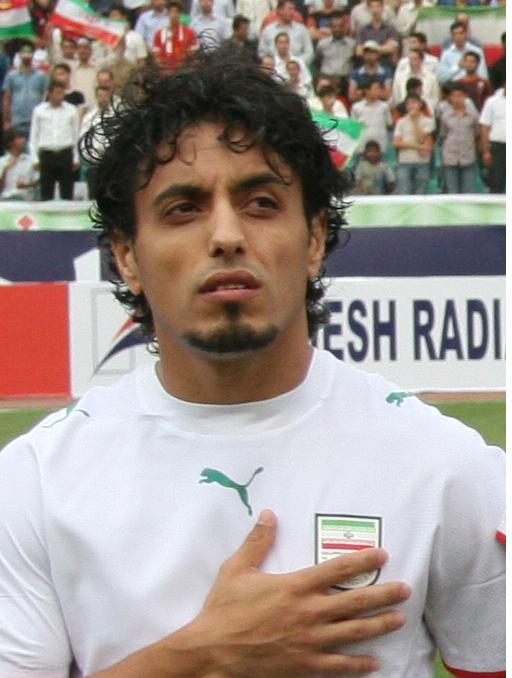
Rasoul Khatibi

Rasoul Khatibi (* 22. September 1978 in Täbris; persisch رسول خطیبی) ist ein iranischer Fußballspieler. Er spielt in der iranischen Fußballnationalmannschaft und bei Sepahan Isfahan als Stürmer.
Seine Karriere begann er bei Terkator Sazi. Nach guten Leistungen wurde er von Pas Teheran verpflichtet. 1999 und 2000 spielte er zusammen mit Mehdi Mahdavikia und Wahid Haschemian beim Hamburger SV. Im Gegensatz zu seinen Landsleuten konnte er sich jedoch nicht behaupten und kam nur bei wenigen Bundesliga-Spielen zum Einsatz. So kehrte er bald wieder nach Iran zurück und spielte bei Esteghlal Teheran. Später wechselte er zu Sepahan Isfahan und wurde 2003 iranischer Meister.
Für die Nationalmannschaft spielte Khatibi erstmals am 15. Februar 1999. Aufgrund häufiger Formschwankungen kam er aber erst ab 2005 regelmäßig zum Einsatz. Bisher hat er 12 Länderspiele bestritten und dabei ein Tor erzielt (Stand: 1. Juni 2006). Er stand im Kader für die Fußball-Weltmeisterschaft 2006.